# Mk 153 Shoulder-Launched Multipurpose Assault Weapon
O Mk 153 Shoulder-Launched Multipurpose Assault Weapon (SMAW) é um lança-foguetes de alma lisa disparado no ombro. É uma arma de assalto portátil (ou seja, arma antibunker) e tem uma capacidade secundária antiblindagem. Desenvolvido a partir do B-300, foi introduzido nas Forças Armadas dos Estados Unidos em 1984. Tem um alcance efetivo máximo de 500 metros contra um alvo do tamanho de um tanque.
Pode ser usado para destruir bunkers e outras fortificações durante operações de assalto; também pode destruir outros alvos designados usando o foguete de modo duplo e destruir tanques de batalha principais usando o foguete antitanque de alto explosivo. As operações no Afeganistão e no Iraque viram um foguete termobárico adicionado (descrito como um "novo explosivo" (NE)), que pode derrubar um edifício.

## Operadores

### Operadores atuais
- Ucrânia: Forças Armadas da Ucrânia[4][5]
- Estados Unidos
  - Exército dos Estados Unidos: Emprestado e devolvido ao Corpo de Fuzileiros Navais
  - Corpo de Fuzileiros Navais dos Estados Unidos